# Chloé Georges
Chloé Georges (Chamonix-Mont-Blanc, 1º ottobre 1980) è un'ex sciatrice alpina e sciatrice freestyle francese.

## Biografia
Chloé Georges iniziò la sua carriera nello sci alpino: attiva in gare FIS dal dicembre del 1995, in Coppa Europa esordì il 18 dicembre 1996 a Haus in discesa libera (53ª) e ottenne il miglior piazzamento il 15 gennaio 2005 a Megève nella medesima specialità (9ª). In Coppa del Mondo disputò due gare, le discese libere di Lake Louise del 2 e 3 dicembre 1995, classificandosi rispettivamente al 56º e al 47º posto; prese per l'ultima volta il via in Coppa Europa il 17 gennaio 2006 a Haus in discesa libera (41ª) e continuò a gareggiare nello sci alpino fino all'inizio della stagione 2006-2007, anche se prese ancora parte ad alcune gare minori fino al 2008 (l'ultima fu un supergigante FIS disputato il 28 gennaio a Méribel, chiuso dalla Georges al 29º posto), senza prendere parte a rassegne olimpiche o iridate nella disciplina.
Dalla stagione 2006-2007 si dedicò prevalentemente al freestyle, specialità ski cross, anche se aveva già esordito nella disciplina ai Campionati francesi 2006, il 22 marzo a La Plagne (6ª). Debuttò in Coppa del Mondo il 10 gennaio 2007 a Flaine classificandosi 10ª; tale piazzamento sarebbe rimasto il migliore della Georges nel massimo circuito internazionale. Nel 2009 conquistò i suoi due podi in Coppa Europa, vincendo le gare disputate a a Sierra Nevada il 26 febbraio e a Bormio il 7 marzo; l'anno dopo ai XXI Giochi olimpici invernali di Vancouver 2010, sua unica presenza olimpica, si classificò al 28º posto. Prese per l'ultima volta il via in Coppa del Mondo il 20 marzo 2010 a Sierra Nevada (14ª) e si ritirò al termine di quella stessa stagione 2009-2010; la sua ultima gara fu quella dei Campionati francesi 2010, disputata il 25 marzo a Megève e nella quale la Georges vinse la medaglia di bronzo.

## Palmarès

### Sci alpino

#### Coppa Europa
- Miglior piazzamento in classifica generale: 60ª nel 2005

#### South American Cup
- Miglior piazzamento in classifica generale: 16ª nel 2004
- 2 podi:
  - 1 secondo posto
  - 1 terzo posto

#### Campionati francesi
- 1 medaglia:
  - 1 argento (discesa libera nel 2003)

### Freestyle

#### Coppa del Mondo
- Miglior piazzamento in classifica generale: 65ª nel 2007
- Miglior piazzamento nella classifica di ski cross: 18ª nel 2007

#### Coppa Europa
- Miglior piazzamento nella classifica di ski cross: 6ª nel 2009
- 2 podi:
  - 2 vittorie

##### Coppa Europa - vittorie
| Data             | Località      | Paese  | Specialità |
| ---------------- | ------------- | ------ | ---------- |
| 26 febbraio 2009 | Sierra Nevada | Spagna | SX         |
| 7 marzo 2009     | Bormio        | Italia | SX         |

Legenda:

SX = ski cross

#### Campionati francesi
- 1 medaglia:
  - 1 bronzo (ski cross nel 2010)